# Vera Lopes
Vera Lopes (Oeiras, 1 de abril de 1982) é uma ex-jogadora de andebol portuguesa que integrou a Seleção Nacional Feminina de Andebol. Desde 2019 exerce como Diretora Técnica Nacional para o Andebol Feminino.

## Carreira Internacional

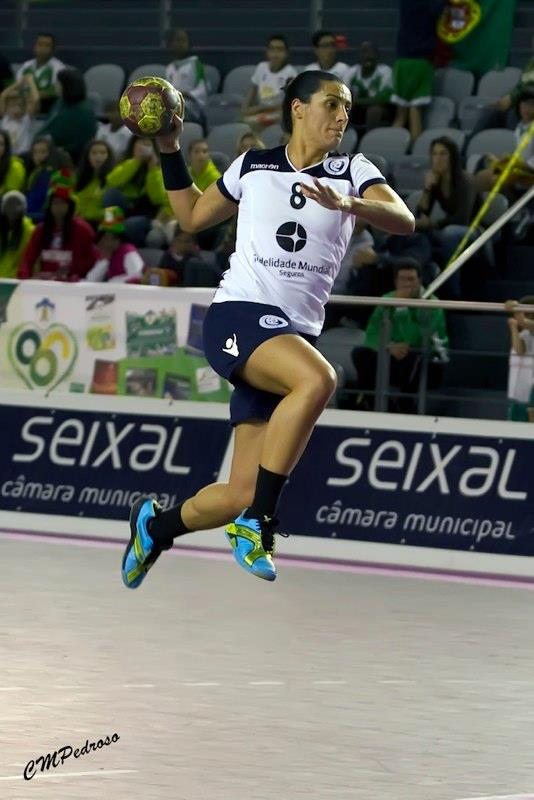
Vera Lopes nas qualificações do Campeonato Europeu de Andebol Feminino, realizado na Sérvia (2013)

Em 2008 competiu no Campeonato Europeu de Andebol Feminino, realizado na República da Macedónia, de 2 a 14 de dezembro, qualificando-se com a seleção nacional portuguesa na 16ª posição.

## Prémios
1ª Divisão de Andebol Feminino:
- Equipa Vencedora: 2010, 2011

Títulos Individuais
- Melhor Jogadora da 1ª Divisão de Andebol Feminino: 2010/2011